# باتكساران

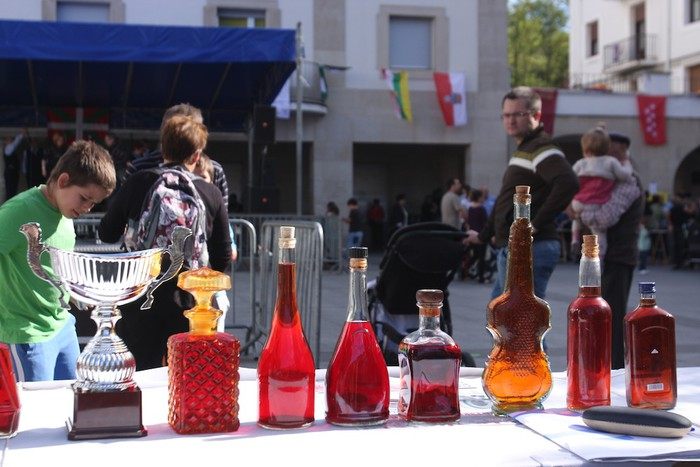
مسابقة باتكساران محلية الصنع في المعرض

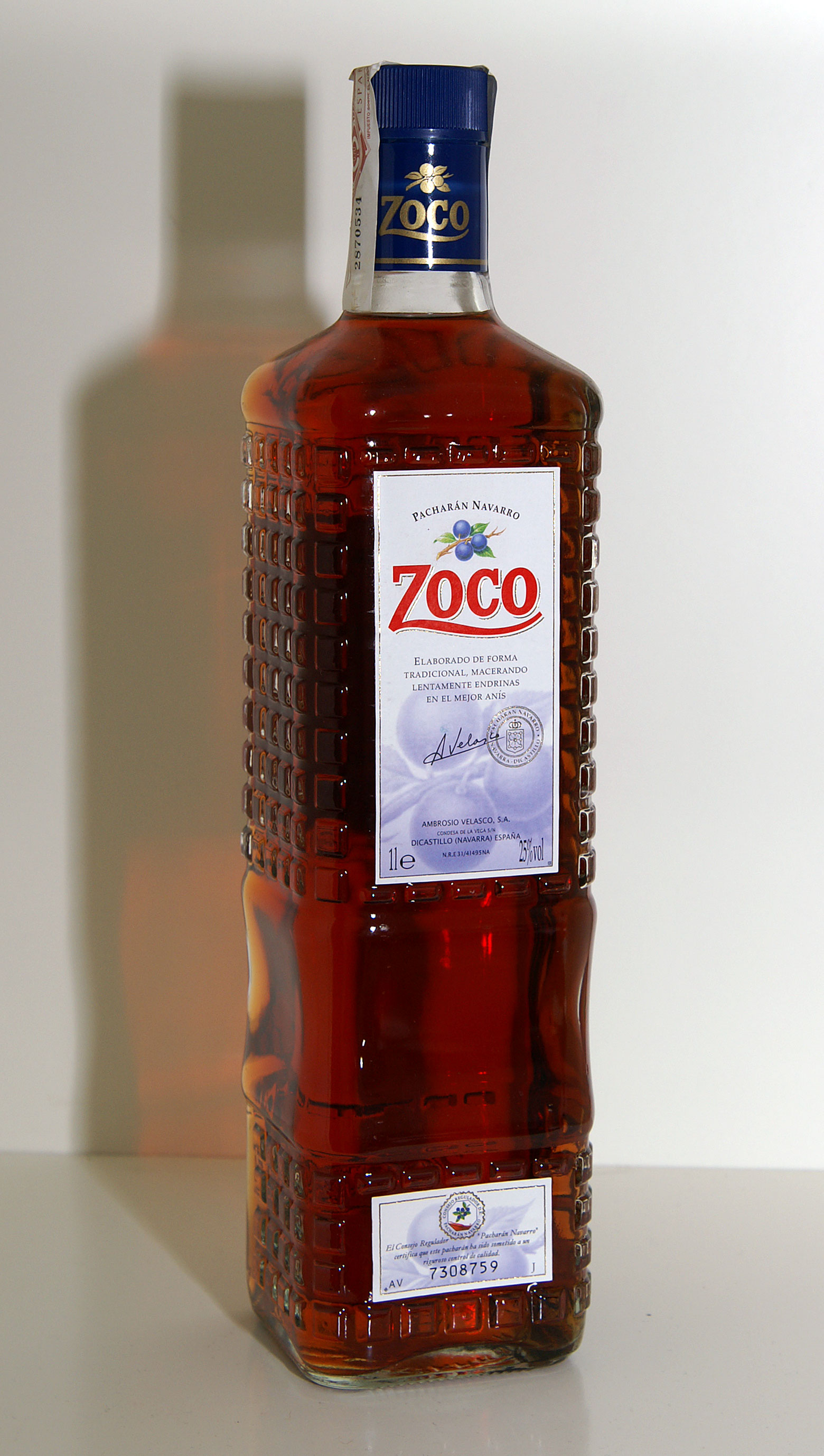
باتكساران من ماركة زوكو

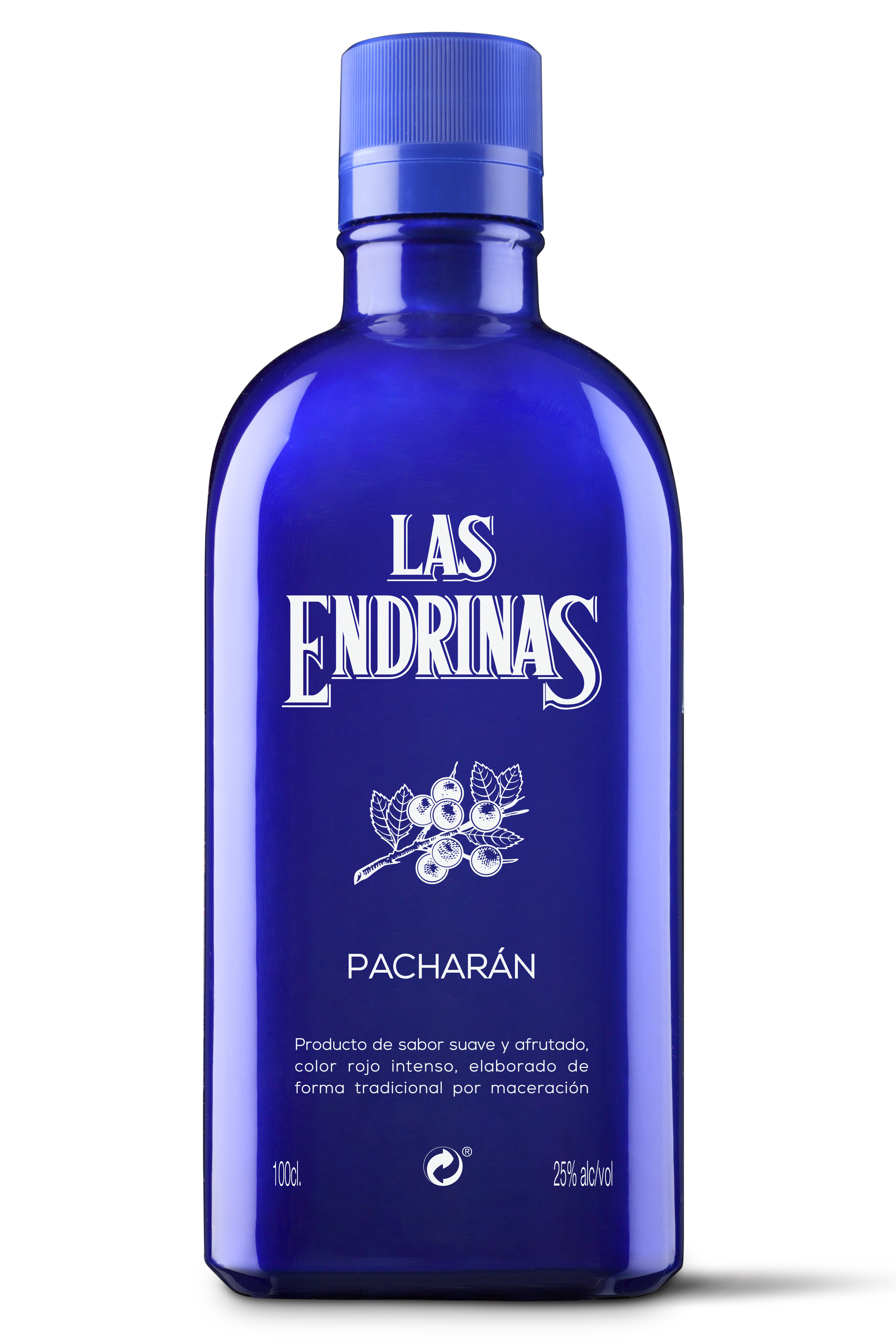
"لاس إندريناس" باتكساران

باتكساران (بالإسبانية: Pacharán)‏ هو مشروب كحولي بنكهة سلو البرقوق يشرب عادة في نافارا، وكذلك في بلاد الباسك. وعادة ما يتم تقديمه كمهضم إما مبرد أو على الثلج.

## المعنى
كلمة باتكساران هي الصيغة النافارية العليا لكلمة basaran، من لغة الباسك basa "البرية" و aran "sloe". كما أنها تحدث في اللهجات الباسكية المختلفة مثل باكساران، باسارهان، بايكساران وأشكال أخرى مختلفة.

## التصنيع
يتم صنع باتكساران عن طريق نقع ثمار سلو البرقوقالتي تم جمعها من شجيرة البرقوق، مع القليل من حبوب القهوة وعود القرفة في اليانسيت، لمدة شهر إلى ثمانية أشهر.  تنتج هذه العملية سائل بني محمر خفيف حلو يحتوي على حوالي 25-30٪ من محتوى الكحول من حيث الحجم. بالإضافة إلى تحديد كمية البرقوق التي سيتم استخدامها، تصر الهيئة التنظيمية لباتشاران نافارو على عدم إضافة أي ملونات أو نكهات صناعية وأن النقع يستمر لمدة تتراوح بين شهر وثمانية أشهر.

## تاريخها
كان باتكساران موجود في نافار منذ العصور الوسطى، في البداية كان باتكساران مشروب كحولي محلي الصنع في ريف نافار وأصبح مشهور في أواخر القرن التاسع عشر. تم تسويقه تجاريًا في الخمسينيات ثم أصبح ذو شعبية كبيرة خارج نافار. تقول إحدى النظريات لهذا الصعود أن شباب نافاريس أخذوا الزجاجات معهم أثناء الخدمة الوطنية، وبالتالي نشر باتكساران في جميع أنحاء إسبانيا.[بحاجة لمصدر] يحمل الآن وضع PGI (مؤشر جغرافي محمي) الذي يحمي هوية الروح، بما في ذلك التقاليد والعمليات اللازمة لتصنيعها، ويشير أيضًا إلى أنه لا يمكن تصنيعها وتعبئتها إلا في مناطق محددة. 

## العلامات التجارية والإنتاج
تشمل العلامات التجارية الشائعة لباتشاران زوكو و إكستيكو و باسارانا و بيريزكو و Usua و La Navarra و Las Endrinas و Baines.

## روابط خارجية
- الموقع الإلكتروني لمنظم باتكساران الرسمي